# Sornram Theppitak
 (mai 2019).
Sornram Theppitak (Thai: ศรราม เทพพิทักษ์, RTGS: Son-ram Thepphi-thak), né le 22 août 1973 à Thonburi Bangkok, est un chanteur de musique populaire, un footballeur et un acteur thaïlandais.

## Filmographie

### Film
- 1997 : Rêveur (ฝันติดไฟ หัวใจติดดิน)
- 1999 : Break down amitié (แตก 4 รัก โลภ โกรธ เลว)
- 2004 : Garuda (ปักษาวายุ / Paska Wayu)
- 2007 : Premier Vol (รักสยามเท่าฟ้า)
- 2008 : Hanuman klook foon (หนุมานคลุกฝุ่น)

### Série TV
- 1995 : Sai Lohit (สายโลหิต)[2]
- 2017 : Nam Soh Sai (น้ำเซาะทราย)[3]